# Dolmen de Ca l'Arenes
El Dolmen de Ca l'Arenes, descubierto en 1997 y restaurado en 2006 y 2007, es un sepulcro megalítico de aproximadamente 5000 años de antigüedad, situado en el parque del Montnegre y el Corredor, en el municipio de Dosrius de la provincia de Barcelona, España.

## Estado actual
El dolmen conserva la cámara con su enlosado. La cubierta prácticamente en su totalidad, y parte del pasillo de entrada. También se conserva la losa de entrada, así como el túmulo lateral cercado por un crómlech.